# Atiquizaya
Atiquizaya es un distrito del municipio de Ahuachapán Norte, del departamento de Ahuachapán, El Salvador. Tiene una extensión de 66,64 km² y cuenta con una población de 34,209 habitantes para el año 2024. Se encuentra a 599 m s. n. m. con una latitud de 13°58′36″ N y una longitud de 89°45′9″ O. Obtuvo el título de Villa el 19 de febrero de 1859 (166 años). Posteriormente, durante la administración del doctor Rafael Zaldívar, y por Ley de 24 de enero de 1881 (144 años), se concedió el título de ciudad a la villa de Atiquizaya.
Limita al norte con San Lorenzo al sur con Ahuachapán, al oeste con Ahuachapán y Turín y al este con El Refugio y Chalchuapa, Es una de las principales ciudades del departamento de Ahuachapán.
| Censo | Población | Cambio | Porcentaje |
| ----- | --------- | ------ | ---------- |
| 2007  | 33 587    | N/D    | N/D        |
| 2024  | 34 209    | 622    | 1.9%       |

## Historia

### Orígenes y Etimología
El lugar donde ahora es Atiquizaya fue habitada por los Poqomames durante el periodo Clásico y posteriormente por los Pipiles durante el periodo Posclásico, quienes le dieron el nombre en idioma Náhuat que aún conserva.

### Toponimia
Atiquizaya se traduce como "lugar de manantiales" en el idioma náhuatl. Esto se debe a la gran cantidad de manantiales que rodean la zona. Historia de Atiquizaya

### Gestación de la Población
En 1550, Atiquizaya tenía unos 275 habitantes. El oidor don Diego García de Palacio, en carta enviada al Rey Felipe II el 8 de marzo de 1576, dice que Atiquizaya es “un lugarejo” cuyos habitantes indígenas “tienen una masa y betún que llaman axin, de un género de gusanos hediondos y ponzoñosos, que es maravilloso medicamento para todo tipo de frialdades y otras indisposiciones. Nace a dos leguas de este lugar el río que llaman de "Aguachapa", y a 7 de su nacimiento va muy grande, y a 13, que es en donde entra en el mar del sur (Río de Paz), grandísimo. Creo que en todas las Indias (América española) no hay otro río tan grande, con tan poca corriente.
El 9 de mayo de 1586 pasó por Atiquizaya el padre comisario de la orden de San Francisco, Fray Alonso Ponce y “La Relación Breve y Verdadera”, que relata el viaje de ese religioso seráfico, dice que era “un poblecito” situado entre Ahuachapán y Chalchuapa. 
Según el doctor Santiago Ignacio Barberena, en la primera mitad del XVII esta población era designada con el nombre ‘Valle de los Niños Inocentes de Atiquizaya”, valle fundado, según suposición suya, por el español Bartolomé de Molina, persona que asevera trajo de Honduras un gran número de colonos Zambos llamados “los Panunes”.

### Fundación de Atiquizaya
“Desde 1665 – agrega el doctor Santiago Ignacio Barberena – se principió a gestionar para que el valle fuera elevado a pueblo; más hasta 1661, el señor Presidente y Capitán General don Martin Carlos de Mencos, ordenó al señor Felipe Maraver, Alcalde Mayor de la Santísima Trinidad de Sonsonate, la fundación del pueblo de Atiquizaya, la que se verificó el 1 de enero de 1662, siendo su primer alcalde don Diego de Madrid”.
Existe una antigua tradición en el sentido de que, originariamente, Atiquizaya ocupó el paraje denominado “El Chayal”, a 3 k. al sur de su asiento actual, por cuyo motivo y en vista de los antecedentes documentales, cabe conjeturar que en 1662 no hubo propiamente una fundación sino traslación del asiento prístino al actual.

### Durante la Colonia
Durante toda la colonia fue pueblo de la provincia de los Izalcos o Alcaldía mayor de Sonsonate y a partir del 12 de junio de 1824, formó parte del primitivo y extenso departamento de Sonsonate. El 4 de julio de 1832 se incorporó el pueblo de Atiquizaya en el distrito judicial de Ahuachapán. El 27 de abril de 1844 esta población fue ocupada por tropas revolucionarias que acaudillaba el expresidente federal General Manuel José Arce. El 8 de febrero de 1855 el municipio de Atiquizaya se segregó del departamento de Sonsonate y se incorporó en el de Santa Ana.

### Posindependencia
A finales de junio de 1854, se levantó una ermita dedicada a San Juan Nepomuceno a expensas de la Señora Tomasa Linares, y estaba para concluirse la iglesia del Calvario y se habían hecho algunos reparos a la parroquia.

#### Título de Villa
Durante la corta administración del senador presidente don José María Peralta y por Decreto Ejecutivo de 19 de febrero de 1859, se confirió el título de villa al pueblo de Atiquizaya. Esta gracia le fue otorgada al antiguo pueblo, porque su vecindario “ha sido constantemente adicto a las instituciones republicanas y decidido en el sostenimiento de las autoridades constituidas” y porque “entre sus habitantes hay muchas personas de luces y de propiedad que hacen notable a dicha población y acreedora a que el Gobierno le dé una muestra de distinción y aprecio”.

#### Cabecera de Distrito
Durante la administración del licenciado Francisco Dueñas y por Decreto Legislativo de 9 de febrero de 1869 se creó el departamento de Ahuachapán y el distrito de Atiquizaya, segregados del departamento de Santa Ana. Por Ley de 26 de febrero del propio año de 1869 el distrito de Atiquizaya se constituyó con la villa de este nombre, como cabecera, y los pueblos de Apaneca y San Lorenzo.
Por Ley de 21 de febrero de 1878 el pueblo de Apaneca se segregó del distrito judicial de Atiquizaya, y se incorporó en el de Ahuachapán. Por medio de los Decretos Legislativos de 21 de febrero de 1878 y 20 de febrero de 1879 las aldeas de Rincón de la Madera y El Rosario, de la jurisdicción de Atiquizaya, se erigieron en pueblo, con los nombres de Turín y El Refugio, respectivamente.

#### Título de Ciudad
Durante la administración del doctor Rafael Zaldívar, y por Ley de 24 de enero de 1881, se concedió el título de ciudad a la villa de Atiquizaya. Esta distinción le fue otorgada “tanto por su engrandecimiento, moralidad y progreso en todos sentidos, como por ser cabecera de uno de los distritos en que se halla dividida la República y tener una judicatura de primera instancia”.
En 1890 tenía 7730 habitantes y el geógrafo nacional don Guillermo Dawson dice que en esta ciudad: “Sus calles son rectas, sus edificios públicos más importantes son: la Casa Consistorial y sus dos iglesias. Los barrios de que consta se llaman El Calvario, San Juan, Salinas, Chalchuapita, Taucuchin y Talhuleu. Los atiquizayas se distinguen por su laboriosidad”. Por Ley de 30 de marzo de 1898 se declaró que el cantón Santa Rita y el caserío El Tortuguero quedaban en jurisdicción de Atiquizaya y no en la de Ahuachapán.

## División administrativa
Su núcleo urbano principal es la Ciudad. Esta se divide en 8 Barrios:
- Chalchuapita
- El Ángel
- El Calvario
- El Centro
- Las Salinas
- San Juan
- Talule (En Náhuat significa temblor o terremoto)
- Tancuchín

Además, en el área rural, el Municipio de Atiquizaya cuenta con 14 cantones:
- El Chayal
- Salitrero
- Tapacún
- Tortuguero
- El Izcaquilío
- Joya del Plantanar
- Joya del Zapote
- La Esperanza
- Loma de Alarcón
- Pepenance
- San Juan El Espino
- Santa Rita
- Rincón Grande
- Zunca

## Museos y manifestaciones culturales
- Montículo del cantón Pepenance: ubicado en cantón Pepenance, es un montículo de aproximadamente 5 m de altura, fue excavado extrayéndose de él ollas, vasijas y fragmentos de objetos
- El Cerrito: fue excavado y encontraron restos arqueológicos y calaveras de seres humanos.
- Puente El Viejo: ubicado en cantón Lomas de Alarcón; localizado sobre el río Agua Caliente. Es una construcción de ladrillo y cal. Data de los años 1800, el puente fue dinamitado por enemigos de El General Francisco Menéndez, cortando el paso de este camino real y el acceso al municipio de Ahuachapán. Bajo el puente se encuentra una poza de agua con una profundidad aproximada de 4 metros, lo que los lugareños y turistas utilizan para hacer clavados desde este. En este lugar se encuentran dos ríos que se entrelazan, uno de agua fría y otro de agua caliente, conocido como los encuentros sus aguas son ricas en minerales y tiene propiedades medicinales. Siguiendo el curso del río, hay una caída de agua con cuatro cascadas conocido como el salto malacatiúpan, una cascada que tiene aproximadamente 12 metros de alto, por lo que es apropiada para hacer clavados, un ambiente muy acogedor donde el turista puede sentir el roció de sus aguas termales. En el pie del salto se encuentra una cueva “Del Cuto partideño” con un diámetro de 1,5 m.
- El Cuto partideño era un conocido ladrón que habitó esa cueva, se cuenta que existe en ella un hombrecillo con una acial, con el que golpea a las personas que se introducen en las cuevas, y que existen dos argollas de oro puro donde amarraba su hamaca el “cuto partideño”. El lugar se encuentra entre los límites de los cantones Guascota y Lomas de Alarcón; el 1.º perteneciente al municipio de San Lorenzo y el 2.º al municipio de Atiquizaya.

- Barraca del Amate: En el  cantón Joya de El Zapote. En la parte superior hay una especie de cubeta de aproximadamente 5 m de largo por 2 ½ m de ancho y 1,5 m de profundidad. Es rico en cultivos de café y en abundante vegetación. Según el propietario del lugar, hace aproximadamente 40 años el general Samuel Ibarra extraía del subsuelo de este cantón un material de color dorado a que él llamaba “oro talco”, no se puede precisar el lugar exacto en donde se extraía dicho material.

- Salto de la Periquera: ubicado en el cantón Izcaquillo. Posee formaciones naturales, cubeta de 25 m de longitud, se une con el barranco “La Barracota”. Se cree que el nombre de Periquera se debe a que en cierto tiempo existió una crianza pericos.

Los cultivos que predominan son el café y los cereales. Desde la cima se divisa el valle de El Espino, la Laguna del Espino, las ciudades de Ahuachapán, Turín, Atiquizaya, El Refugio, Apaneca, Ataco.